# Hoplia semicastanea
Hoplia semicastanea är en skalbaggsart som beskrevs av Leon Fairmaire 1887. Hoplia semicastanea ingår i släktet Hoplia och familjen Melolonthidae. Inga underarter finns listade i Catalogue of Life.